# レインメーカー
『レインメーカー』（原題：The Rainmaker）は、1997年に製作されたアメリカ映画。フランシス・フォード・コッポラ監督作品。ジョン・グリシャムの小説『原告側弁護人』を映画化。全米週末興行収入成績初登場第3位（1997年11月21日-23日）
タイトルの「レインメーカー」は、金を雨に例え、雨が降るように大金を稼ぐ弁護士を意味している。

## あらすじ
弁護士志望のルディは、ブルーザーの弁護士事務所に雇われ、白血病を患ったドニーへの保険金の支払いをめぐり大手保険会社グレート・ベネフィットと法廷で争いながら将来の進路を考え始める。グレート・ベネフィットの歴戦の弁護士と司法試験合格したばかりのルディーが法廷で闘争し、最後に大勝利をおさめる。しかし、その後グレート・ベネフィットは倒産してしまう。

## キャスト
※括弧内は日本語吹替
- ルディ・ベイラー - マット・デイモン（平田広明）
- ケリー・ライカー - クレア・デインズ（小林優子）
- レオ・F・ドラモンド - ジョン・ヴォイト（山野史人）
- デック・シフレット - ダニー・デヴィート（辻親八）
- ブルーザー・ストーン - ミッキー・ローク（納谷六朗）
- ウィルフレッド・キーリー - ロイ・シャイダー（小島敏彦）
- ジャッキー・レマンシック - ヴァージニア・マドセン（塩田朋子）
- ドット・ブラック - メアリー・ケイ・プレイス（定岡小百合）
- ドニー・レイ・ブラック - ジョニー・ホイットワース（檀臣幸）
- バーディ夫人 - テレサ・ライト（久保田民絵）
- エヴァレット・ラフキン - マイケル・ジラルディン（大川透）
- ハーヴェイ・ヘイル判事 - ディーン・ストックウェル（小島敏彦）
- クリフ・ライカー - アンドリュー・シュー（古田信幸）
- ブッチ - エイドリアン・ロバーツ（島香裕）
- ビリー・ポーター - ランディ・トラヴィス（古田信幸）
- タイロン・キプラー判事 - ダニー・グローヴァー（クレジットなし）（麦人）

## スタッフ
- 監督・脚本：フランシス・フォード・コッポラ
- 製作：マイケル・ダグラス、スティーヴン・ルーサー、フレッド・フックス
- 原作：ジョン・グリシャム
- 撮影：ジョン・トール
- 音楽：エルマー・バーンスタイン
- 日本語字幕：松浦美奈

## 評価
レビュー・アグリゲーターのRotten Tomatoesでは54件のレビューで支持率は83%、平均点は6.90/10となった。Metacriticでは19件のレビューを基に加重平均値が72/100となった。